# Agathidium cheneyi
Agathidium cheneyi is een kever uit de familie truffelkevers (Leiodidae) die voorkomt in Chiapas (Mexico). De soort is genoemd naar de Amerikaanse vicepresident Dick Cheney. Deze soort is van slechts één exemplaar bekend. Dit dier is 3,26 mm lang en heeft een kop van 0,58 mm. De kop is rood, de buik geelrood, en de poten geelbruin.